# Diagrama de Schlegel

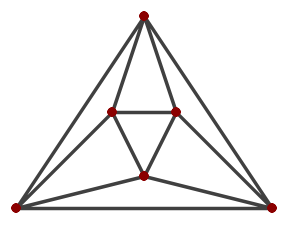
Diagrama de Schlegel d'un octaedre regular compost de vuit cares, cada una de les quals és un triangle equilàter. Tal com s'aprecia al diagrama, cada vèrtex veu quatre cares (la part exterior també compta com a cara).

Un diagrama de Schlegel és un graf planar que representa l'esquelet polièdric d'una figura geomètrica de tres o més dimensions. Concretament, per a una figura geomètrica de n dimensions, s'obté una visualització en n-1 dimensions que dona informació sobre la distribució i connexions dels seus vèrtexs, arestes i cares.
Un graf pla s'anomena connex en k vèrtexs si no existeix un subgrup amb k-1 vèrtexs els quals en ser eliminats del graf fan que aquest deixi de ser connex. Un diagrama de Schlegel connex en 3 vèrtexs s'anomena graf polièdric. Segons el teorema de Steinitz, tot graf polièdric pot ser transformat a un poliedre convex.
Els diagrames de Schlegel van ser inventants pel matemàtic Victor Schlegel l'any 1883. Són utilitzats freqüentment per visualitzar polítops de quatre dimensions.